# Hector Hodler

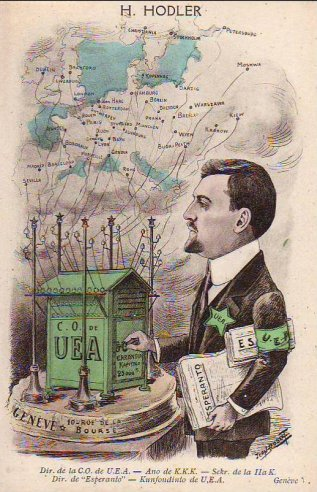
Hector Hodler w karykaturze z ok. 1912

Hector Hodler (ur. 1 października 1887 w Genewie, zm. 31 marca 1920 w Leysin)  – szwajcarski esperantysta, współzałożyciel Universala Esperanto-Asocio (UEA) i jego przewodniczący w latach 1919–1920.

## Życiorys i działalność
Hector Hodler urodził się w 1887 w Genewie. Jego ojcem był malarz Ferdinand Hodler. W Genewie ukończył szkołę podstawową i liceum. Mając zapewnione finanse od ojca zrezygnował z podjęcia studiów i postanowił swoje życie poświęcić na propagowanie idei esperanto. Ożenił się z Émilie Ruch w 1918.
Esperanta nauczył się w 1903, w tym samym roku, razem z Edmondem Privatem, z którym uczył się esperanta, założył klub esperancki i rozpoczął wydawanie gazety Juna Esperantisto.
W 1907 wspólnie z Alphonsem Carlesem, Samuelem Meyerem i Théophilem Rousseau wydał broszurę Konsuloj kaj Esperanto-oficejoj. Stała się ona impulsem do utworzenia UEA, które rozpoczęło działalność 28 sierpnia 1908. Na pierwszym posiedzeniu UEA Hodler został wybrany wiceprzewodniczącym i dyrektorem biura UEA w Genewie. W 1919 został przewodniczącym Universala Esperanto-Asocio. Również w 1907 wydał pierwszy numer czasopisma Esperanto, którego był redaktorem do śmierci w 1920. Było ono wydawane przez kolejne 13 lat  (z sześciomiesięczną przerwą w 1914), jako organ UEA.
Oprócz działalności esperanckiej Hodler zajmował się również sprawami społecznymi, ochroną zwierząt, a także współpracował ze szwajcarskimi gazetami.
Zmarł na gruźlicę 31 marca 1920. W testamencie zapisał na rzecz UEA znaczną sumę pieniędzy, czasopismo Esperanto oraz swoją bibliotekę, która później została nazwana jego imieniem. W 1968 powołana została Instytucja Hodler (Institucio Hodler'68), której celem jest gromadzenie funduszy wspierających działalność UEA oraz projektów związanych z esperanto